# Erick Luis Conrado Carvalho
Erick Luis Conrado Carvalho, noto semplicemente come Erick (Nova Lima, 14 novembre 1997), è un calciatore brasiliano, centrocampista del Bahia.

## Caratteristiche tecniche
È un centrocampista centrale.

## Carriera
Ha esordito in Série A il 5 maggio 2019 disputando con l'Athl. Paranaense l'incontro pareggiato 1-1 contro la Chapecoense.

## Statistiche
Statistiche aggiornate al 9 settembre 2019.

### Presenze e reti nei club
| Stagione        | Squadra          | Campionato      | Campionato | Campionato | Coppe nazionali | Coppe nazionali | Coppe nazionali | Coppe continentali | Coppe continentali | Coppe continentali | Altre coppe | Altre coppe | Altre coppe | Totale | Totale | Totale |
| Stagione        | Squadra          | Comp            | Pres       | Reti       | Comp            | Pres            | Reti            | Comp               | Pres               | Reti               | Comp        | Pres        | Reti        | Pres   | Reti   |        |
| --------------- | ---------------- | --------------- | ---------- | ---------- | --------------- | --------------- | --------------- | ------------------ | ------------------ | ------------------ | ----------- | ----------- | ----------- | ------ | ------ | ------ |
| 2017            | PSTC             | A1/PR+D         | 9+6        | 1+0        | CB              | 2               | 0               |                    | -                  | -                  |             | -           | -           | 17     | 1      |        |
| 2018            | Operário-PR      | A1/PR+C         | 0+20       | 4          | CB              | 0               | 0               |                    | -                  | -                  |             | -           | -           | 20     | 4      |        |
| 2019            | Athl. Paranaense | A1/PR+A         | 14+5       | 2+0        | CB              | 1               | 0               | CL                 | 1                  | 0                  | RS          | 0           | 0           | 21     | 2      |        |
| Totale carriera | Totale carriera  | Totale carriera | 54         | 7          |                 | 3               | 0               |                    | 1                  | 0                  |             | 0           | 0           | 58     | 7      |        |

## Palmarès

### Competizioni nazionali
- Campeonato Brasileiro Série C: 1

Opérario-PR: 2018

### Competizioni statali
- Campionato Paranaense: 3

Atl. Paranaense: 2019, 2020, 2023